# Duttaphrynus totol
Duttaphrynus totol es una especie de anfibio anuro de la familia Bufonidae.

## Distribución geográfica
Esta especie es endémica de Sumatra en Indonesia. Se encuentra entre Lubukbasung y Maninjau en la provincia de Sumatra Occidental.

## Descripción
La hembra mide 46 mm.

## Publicación original
- Teynié, David & Ohler, 2010: Note on a collection of amphibians and reptiles from western Sumatra (Indonesia), with the description of a new species of the genus Bufo. Zootaxa, n.º 2416, p. 1-43.[3]